# Lista de picos ultraproeminentes da Ásia Ocidental
Esta é a lista dos 88 picos ultraproeminentes da Ásia Ocidental. A montanha mais proeminente nesta região é o Monte Damavand (5610 m de altitude e 4667 m de proeminência), seguida pelo Monte Ararate (5137 m de altitude e 3611 m de proeminência).

## Turquia

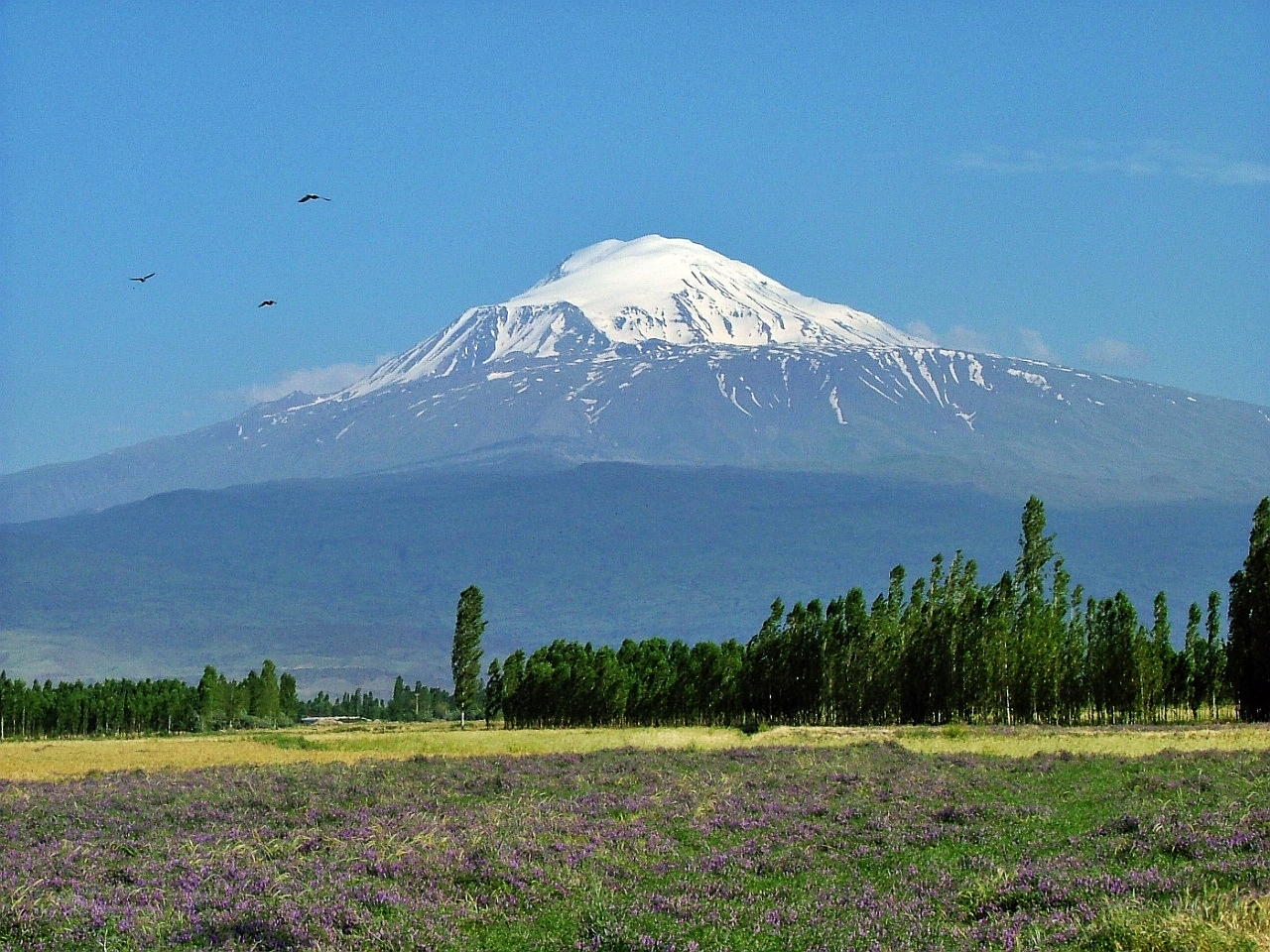
Monte Ararate, Turquia

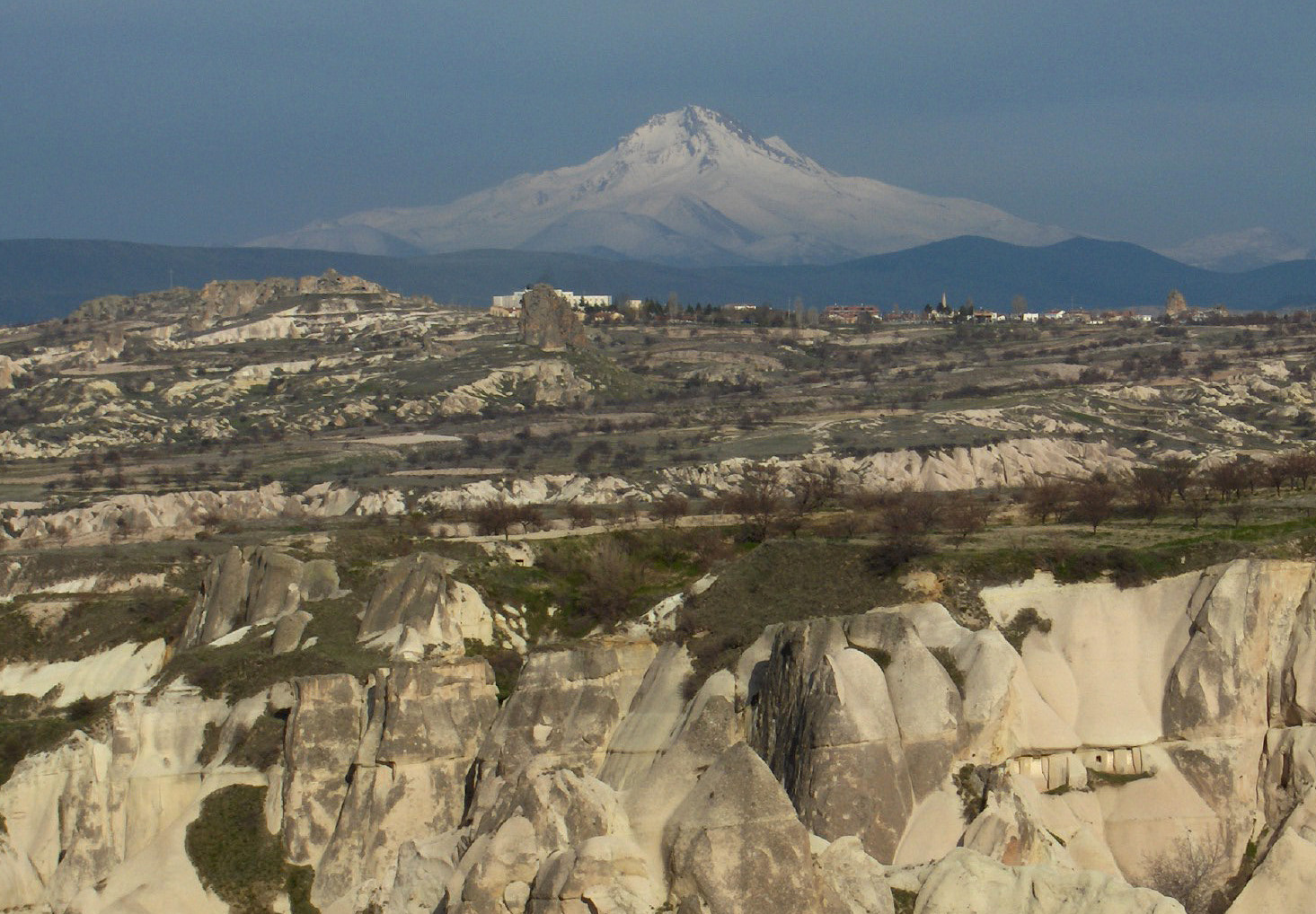
Monte Erciyes, Turquia

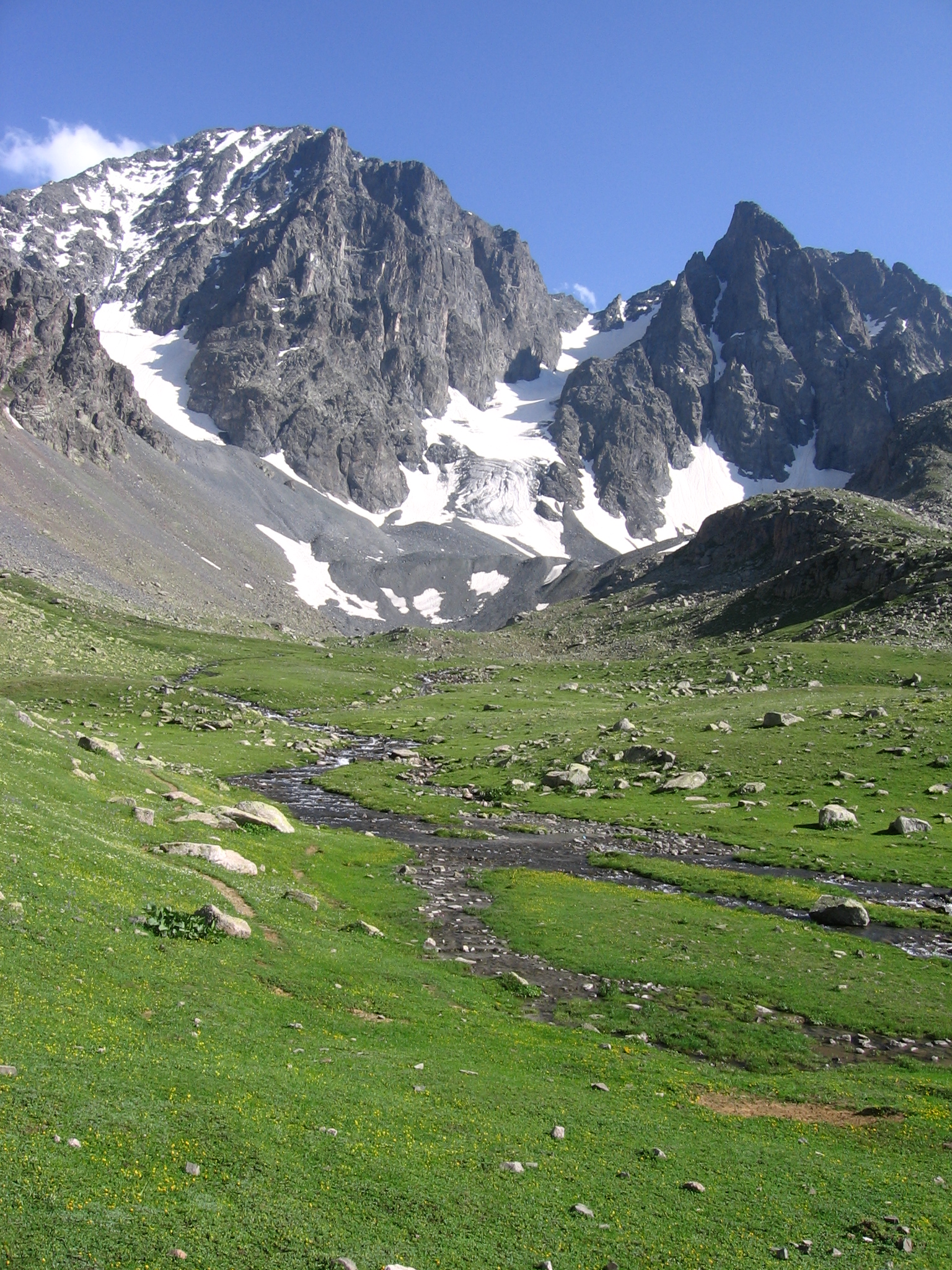
Montes Kaçkar, Turquia

| N.º | Pico            | País    | Altitude (m) | Proeminência (m) | Colo (m) |
| --- | --------------- | ------- | ------------ | ---------------- | -------- |
| 1   | Monte Ararate   | Turquia | 5137         | 3611             | 1526     |
| 2   | Uludoruk        | Turquia | 4136         | 2483             | 1653     |
| 3   | Monte Erciyes   | Turquia | 3917         | 2419             | 1498     |
| 4   | Demirkazek Tepe | Turquia | 3756         | 2336             | 1420     |
| 5   | Kaçkar Dağı     | Turquia | 3932         | 2272             | 1660     |
| 6   | Monte Supecane  | Turquia | 4058         | 2189             | 1869     |
| 7   | Medetsiz Tepe   | Turquia | 3524         | 2058             | 1466     |
| 8   | Bey Daglari     | Turquia | 3070         | 1966             | 1104     |
| 9   | Monte Hasan     | Turquia | 3268         | 1922             | 1346     |
| 10  | Mor Dagi        | Turquia | 3800         | 1805             | 1995     |
| 11  | Babadağ         | Turquia | 1969         | 1763             | 206      |
| 12  | Samdi Dag       | Turquia | 3811         | 1729             | 2082     |
| 13  | Uyluk Tepe      | Turquia | 3016         | 1664             | 1352     |
| 14  | Dedegol Tepesi  | Turquia | 2980         | 1657             | 1323     |
| 15  | Boz Dag         | Turquia | 2156         | 1579             | 577      |
| 16  | Barla Dagi      | Turquia | 2800         | 1574             | 1226     |
| 17  | Kesis Dagi      | Turquia | 3546         | 1559             | 1987     |
| 18  | Davraz Tepe     | Turquia | 2635         | 1553             | 1082     |
| 19  | Killi Tepe      | Turquia | 3075         | 1547             | 1528     |
| 20  | Ilgaz Daglari   | Turquia | 2587         | 1544             | 1043     |
| 21  | Geyik Daglari   | Turquia | 2877         | 1543             | 1334     |
| 22  | Akbaba Tepesi   | Turquia | 3457         | 1509             | 1948     |
| 23  | Uludağ          | Turquia | 2543         | 1504             | 1039     |

## Chipre
| N.º | Pico         | País   | Altitude (m) | Proeminência (m) | Colo (m) |
| --- | ------------ | ------ | ------------ | ---------------- | -------- |
| 1   | Monte Olimpo | Chipre | 1952         | 1952             | 0        |

## LíbanoeAntilíbano

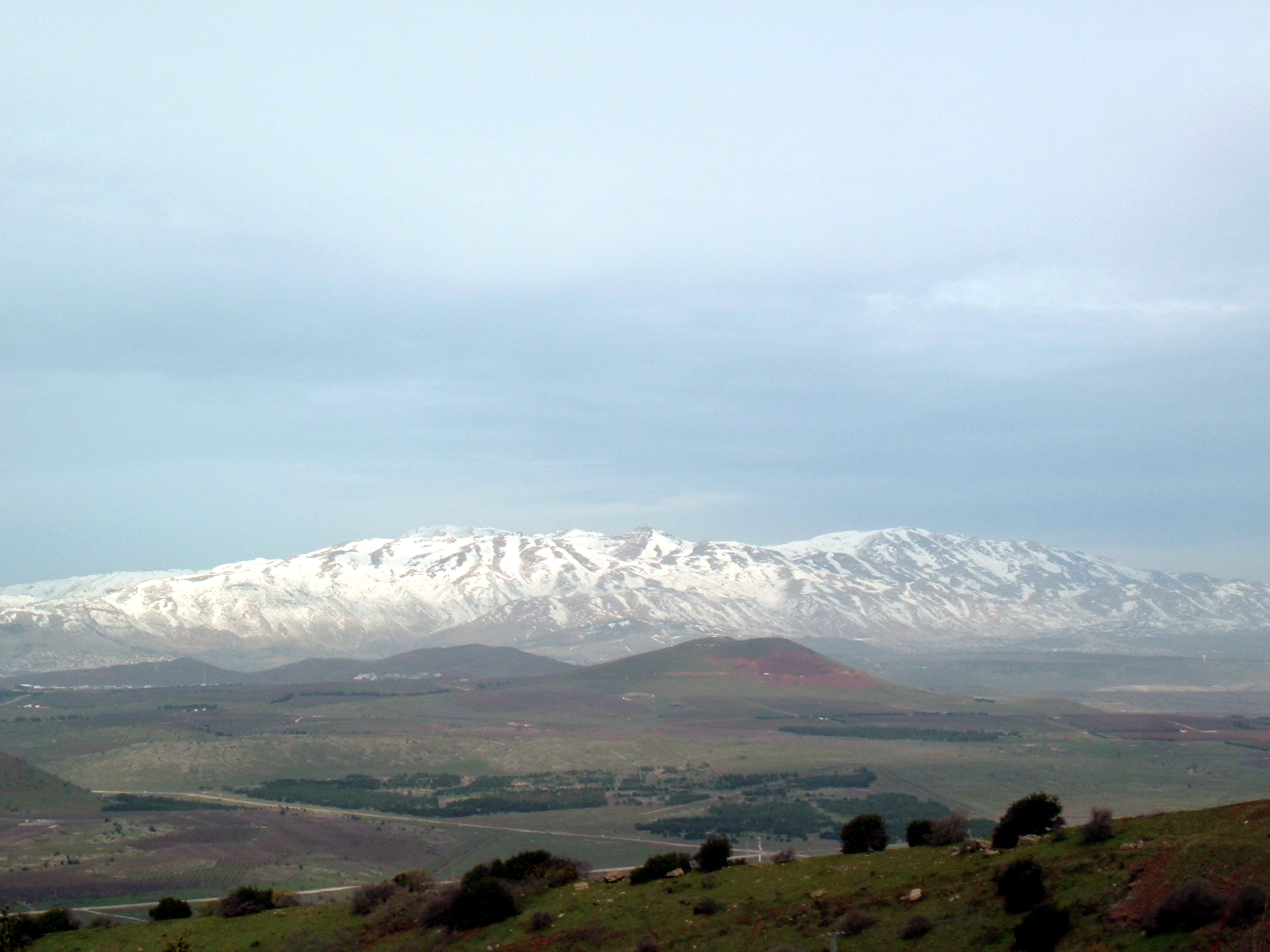
Monte Hermon, Líbano/Síria/Israel

| N.º | Pico             | País                   | Altitude (m) | Proeminência (m) | Colo (m) |
| --- | ---------------- | ---------------------- | ------------ | ---------------- | -------- |
| 1   | Qurnat as Sawda' | Líbano                 | 3087         | 2392             | 695      |
| 2   | Monte Hermon     | Líbano / Síria/ Israel | 2814         | 1804             | 1010     |

## Planaltos da Arábia
| N.º | Pico                  | País           | Altitude (m) | Proeminência (m) | Colo (m) |
| --- | --------------------- | -------------- | ------------ | ---------------- | -------- |
| 1   | Jabal an Nabi Shu'ayb | Iêmen          | 3666         | 3326             | 340      |
| 2   | Jebel Jar             | Arábia Saudita | 2300         | 1709             | 591      |
| 3   | Jebel Raymah          | Iêmen          | 2920         | 1635             | 1285     |
| 4   | Jabal al-Lawz         | Arábia Saudita | 2580         | 1622             | 958      |

## Montanhas al-Hajar
| N.º | Pico           | País | Altitude (m) | Proeminência (m) | Colo (m) |
| --- | -------------- | ---- | ------------ | ---------------- | -------- |
| 1   | Jebel Shams    | Omã  | 3019         | 2899             | 120      |
| 2   | Jebel al Harim | Omã  | 2087         | 1727             | 360      |
| 3   | Jebel Kawr     | Omã  | 2730         | 1718             | 1012     |
| 4   | Jebel Khadar   | Omã  | 2200         | 1600             | 600      |

## Golfo de Áden
| N.º | Pico   | País             | Altitude (m) | Proeminência (m) | Colo (m) |
| --- | ------ | ---------------- | ------------ | ---------------- | -------- |
| 1   | Hajhir | Iêmen (Socotorá) | 1505         | 1505             | 0        |

## Irão(Montes Zagros) e Golfo Pérsico

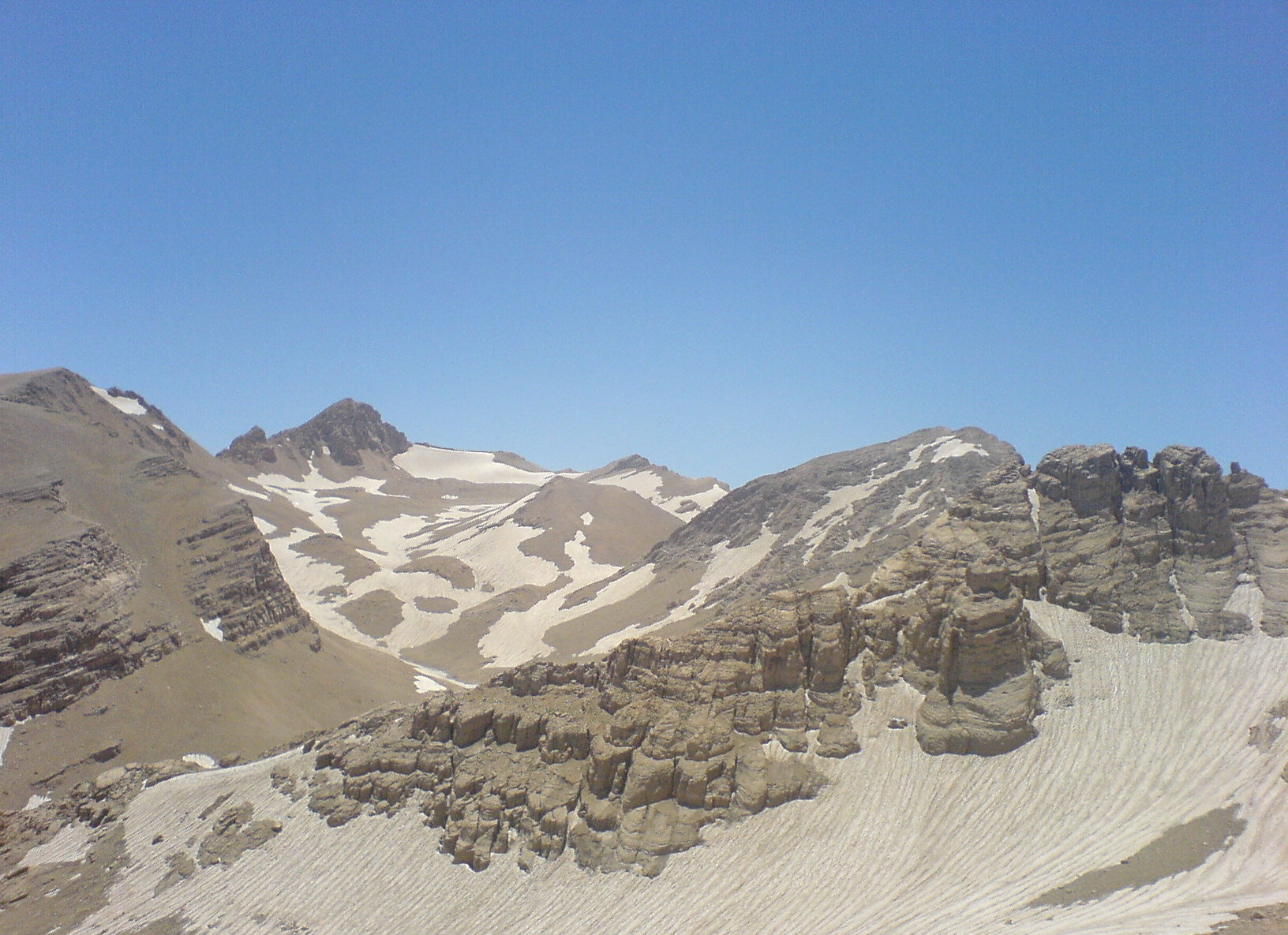
Zard Kuh, Irão

| N.º | Pico               | País          | Altitude (m) | Proeminência (m) | Colo (m) |
| --- | ------------------ | ------------- | ------------ | ---------------- | -------- |
| 1   | Hazaran            | Irão          | 4500         | 2741             | 1759     |
| 2   | Dena               | Irão          | 4409         | 2604             | 1805     |
| 3   | Shir Kuh           | Irão          | 4050         | 2271             | 1779     |
| 4   | Kuh-e Shab         | Irão          | 2681         | 2100             | 581      |
| 5   | Zard Kuh           | Irão          | 4200         | 2095             | 2105     |
| 6   | Kuh-e Fareghan     | Irão          | 3240         | 2082             | 1158     |
| 7   | Kuh-e Genu         | Irão          | 2350         | 2035             | 315      |
| 8   | Oshtoran Kuh       | Irão          | 4139         | 1986             | 2153     |
| 9   | Kuh-e Palvar       | Irão          | 4229         | 1970             | 2259     |
| 10  | Kuh-e Nay Band     | Irão          | 2960         | 1968             | 992      |
| 11  | Khvoshkuh          | Irão          | 2650         | 1967             | 683      |
| 12  | Kuh-e Hami         | Irão          | 3190         | 1944             | 1246     |
| 13  | Kuh-e Parau        | Irão          | 3360         | 1833             | 1527     |
| 14  | Monte Garrin       | Irão          | 3630         | 1780             | 1850     |
| 15  | Kuh-e Khabr        | Irão          | 3856         | 1758             | 2098     |
| 16  | Kuhe Haji Ebrahim  | Iraque / Irão | 3587         | 1747             | 1840     |
| 17  | Kuh-e Kharanaq     | Irão          | 3150         | 1732             | 1418     |
| 18  | Kuh-e Shahu        | Irão          | 3350         | 1714             | 1636     |
| 19  | Kuh-e Karkas       | Irão          | 3870         | 1698             | 2172     |
| 20  | Kuh-e Mafarun      | Irão          | 3480         | 1688             | 1792     |
| 21  | Kuh-e Takht        | Irão          | 2975         | 1675             | 1300     |
| 22  | Alvand             | Irão          | 3570         | 1654             | 1916     |
| 23  | Kuh-e Bagh-e Bala  | Irão          | 3775         | 1635             | 2140     |
| 24  | Kuh-e Hezar Darreh | Irão          | 3880         | 1620             | 2260     |
| 25  | Kuh-e Rag          | Irão          | 3661         | 1609             | 2052     |
| 26  | Kuh-e Namak        | Irão          | 2846         | 1601             | 1245     |
| 27  | Kuh-e Jupar        | Irão          | 4150         | 1597             | 2553     |
| 28  | Kuh-e Mohammadabad | Irão          | 3592         | 1585             | 2007     |
| 29  | Cheekha Dar        | Iraque / Irão | 3611         | 1575             | 2036     |
| 30  | Kuh-e Ja'in        | Irão          | 2980         | 1572             | 1408     |
| 31  | Kuh-e Bul          | Irão          | 3943         | 1563             | 2380     |
| 32  | Kuh-e Gereh        | Irão          | 3990         | 1557             | 2433     |
| 33  | Kuh-e Denband      | Irão          | 2777         | 1539             | 1238     |
| 34  | Kuh-e Par-e Lavar  | Irão          | 2209         | 1530             | 679      |
| 35  | Kuh-e Menar        | Irão          | 3750         | 1510             | 2240     |
| 36  | Kuh-e Raziyeh      | Irão          | 3120         | 1510             | 1610     |

## Irão(Cordilheira Elbruz)

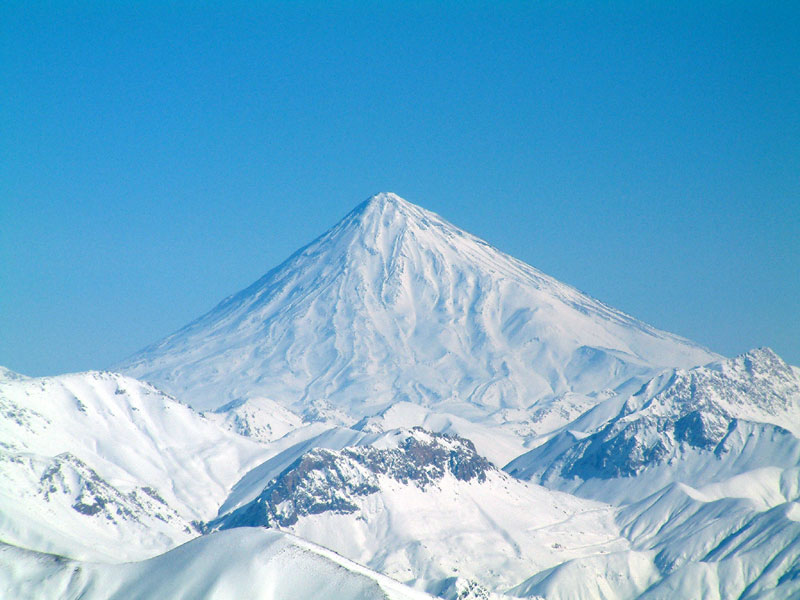
Monte Damavand, Irão

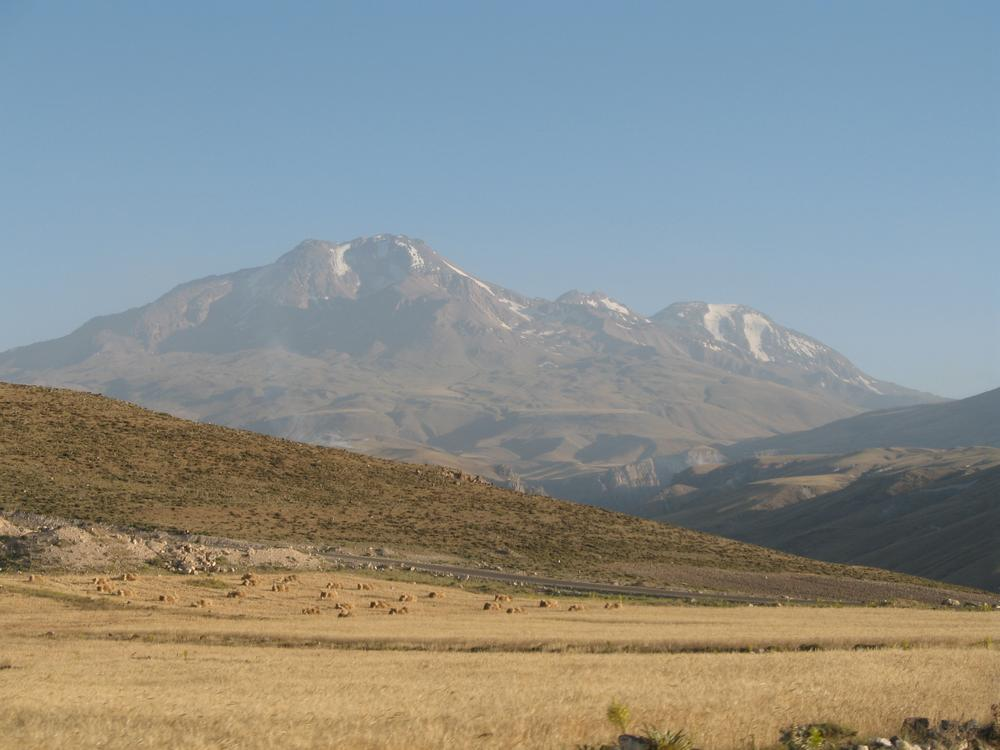
Sabalan, Irão

| N.º | Pico                  | País | Altitude (m) | Proeminência (m) | Colo (m) |
| --- | --------------------- | ---- | ------------ | ---------------- | -------- |
| 1   | Monte Damavand        | Irão | 5610         | 4667             | 943      |
| 2   | Sabalan               | Irão | 4811         | 3283             | 1528     |
| 3   | Kuh-e Shahvar         | Irão | 3890         | 1881             | 2009     |
| 4   | Kuh-e Siah Khvani     | Irão | 3314         | 1870             | 1444     |
| 5   | Alam Kuh              | Irão | 4805         | 1827             | 2978     |
| 6   | Sahand                | Irão | 3707         | 1826             | 1881     |
| 7   | Kuhha-ye Hezar Masjed | Irão | 3120         | 1760             | 1360     |
| 8   | Kuh-e Gar             | Irão | 2950         | 1710             | 1240     |
| 9   | Kuh-e Aq Dagh         | Irão | 3321         | 1625             | 1696     |
| 10  | Kuh-e Nozva           | Irão | 3730         | 1510             | 2220     |
| 11  | Kuh-e Patu            | Irão | 3070         | 1509             | 1561     |
| 12  | Kiyamaki Dagh         | Irão | 3358         | 1500             | 1858     |

## Irão Oriental

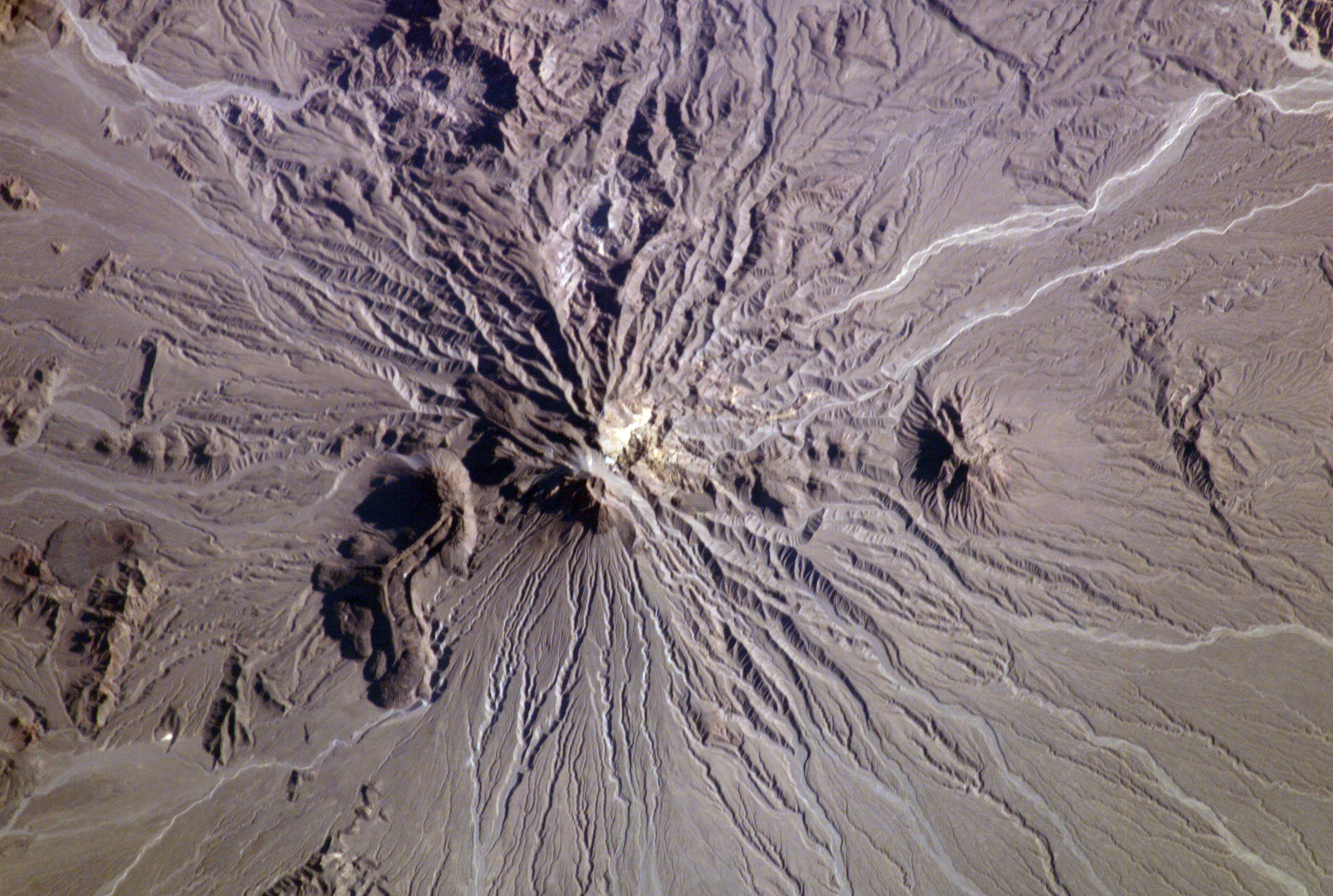
Bazman, Irão

| N.º | Pico                                    | País | Altitude (m) | Proeminência (m) | Colo (m) |
| --- | --------------------------------------- | ---- | ------------ | ---------------- | -------- |
| 1   | Taftan                                  | Irão | 3941         | 2901             | 1040     |
| 2   | Bazman                                  | Irão | 3503         | 2400             | 1103     |
| 3   | Ponto mais alto da Cordilheira Eshdeger | Irão | 2920         | 1830             | 1103     |
| 4   | Mila Kuh                                | Irão | 2888         | 1686             | 1202     |
| 5   | Kuh-e Mirza 'Arab                       | Irão | 2887         | 1657             | 1230     |
| 6   | Geli Kuh                                | Irão | 2995         | 1534             | 1461     |